# Law & Order: Special Victims Unit
Law & Order: Special Victims Unit (em Portugal, Lei & Ordem: Unidade Especial; no Brasil, Lei & Ordem: Unidade de Vítimas Especiais) é uma série de televisão policial norte-americana ambientada na cidade de Nova York, onde também é produzida. Criada e produzida por Dick Wolf, e transmitida pela NBC, a série estreou em 20 de Setembro de 1999 como o primeiro spin-off da bem-sucedida série Law & Order, também de Wolf. Atualmente a série está exibindo a sua 25ª temporada.
Law & Order: SVU é, originalmente, centrada quase exclusivamente em dois detetives da Unidade de Vítimas Especiais de uma versão fictícia da 16ª Delegacia de Polícia do Departamento de Polícia da Cidade de Nova York. No estilo do original Law & Order, os episódios são frequentemente "tirados das manchetes" ou vagamente baseados em histórias reais que receberam atenção da mídia. Estrelam a série Christopher Meloni como Detetive Elliot Stabler, detetive sênior da Unidade de Vítimas Especiais de Manhattan, e Mariska Hargitay como sua parceira, a Tenente Olivia Benson. Com o progresso da série, personagens adicionais são inseridos, como aliados dos detetives nos escritórios da promotoria distrital e do médico-legista. A maioria dos episódios mostra os detetives e seus colegas enquanto eles investigam e processam.
Ao fim da 12ª temporada, Meloni, que não aceitou os novos termos do contrato, abandonou a série. A produção anunciou, então, que Mariska Hargitay será a estrela principal do show. A produção também anunciou a contratação de dois novos atores que atuarão ao lado de Hargitay: Danny Pino e Kelli Giddish.
Em 9 de maio de 2012, a NBC renovou a série para uma 14ª temporada.
Em 26 de abril de 2013, a NBC renovou a série para uma 15ª temporada, programada para ter 22 episódios.
Em 4 de maio de 2014, a NBC renovou a série para uma 16ª temporada, programada para ter 23 episódios.
Em 5 de fevereiro de 2015, a NBC renovou a série para uma 17ª temporada.
Em 2016 a série foi renovada por mais dois anos, garantindo assim as 18ª e 19ª temporadas.
Em 2018 a série foi renovada por mais dois anos, garantindo assim as 20ª e 21ª temporadas.
Em 2020 a série foi renovada pra mais três temporadas garantindo assim as 22ª, 23ª e 24ª temporadas.
Em 10 de abril de 2023, a NBC renovou a série para uma 25ª temporada.
O ator Danny Pino deixou o elenco da série Law & Order: SVU. O destino de seu personagem, o detetive Nick Amaro, foi revelado no final da atual temporada, nos EUA. Segundo o produtor em entrevista à revista TV Guide, a saída do ator foi uma decisão criativa. Pino entrou para o elenco da série na 13ª temporada, em substituição a Christopher Meloni, que interpretava o detetive Elliot Stabler. O ator Peter Scanavino foi contratado na 15ª temporada, substituindo o ator Danny Pino.
Em 27 de setembro de 2021, foi revelado que Danny Pino irá repetir seu papel como Nick Amaro no 500º episódio.
No Brasil, atualmente é exibida pelos canais TNT Séries, SBT, Rede Globo e Universal TV. Em Portugal foi anteriormente exibida pela FOX Portugal e pela TVI. Atualmente é exibida no Universal TV.
Depois de 11 anos de trabalho na série, a atriz Kelli Giddish saiu série, sendo substituída pela atriz Molly Burnett, que foi inserida através de um crossover com Law & Order: Organized Crime. Mas a atriz só ficou por essa temporada mesmo. Kelli Giddish vou à série como convidada especial.

## A série
Como a série original, cada episódio de Special Victims Unit começa com uma narração feita por Steven Zirnkilton:
| “ | No sistema de justiça criminal, crimes sexuais são considerados especialmente hediondos. Na cidade de Nova York, os dedicados detetives que investigam esses crimes são membros de um esquadrão de elite, conhecido como Unidade de Vítimas Especiais. Estas são suas histórias. | ” |

Essa ágil e emocional série da franquia de Law & Order mostra a vida e os crimes da equipe especial de elite do departamento de polícia de Nova Iorque. Foi criada por Dick Wolf, produtor vencedor do Emmy Awards.
Embora carregue o nome da franquia original, a série conquistou uma identidade única e logo se tornou um sucesso da televisão americana. Em 2007, Law & Order: SVU ficou entre as dez séries de maior audiência nos Estados Unidos o que garantiu três indicações ao Emmy Awards, incluindo uma para a atriz Mariska Hargitay.
O drama de investigação policial segue os passos do detetive "Elliot Stabler" (Christopher Meloni), um veterano da unidade que já viu de tudo, e sua parceira "Olivia Benson" (Mariska Hargitay), cujo difícil passado é a razão para ela ter se unido à unidade (a detetive se considera 'filha de um estupro', pois foi concebida na noite que sua mãe foi violentada).
Eles investigam os crimes sexuais que são considerados especialmente hediondos no sistema de justiça criminal estado-unidense.
Nos 8 primeiros episódios da 8ª temporada, Stabler passa a trabalhar com a detetive "Dani Beck" (Connie Nielsen), pois Benson tem que trabalhar infiltrada em uma investigação do FBI. A saída da personagem foi em função da licença-maternidade da atriz Mariska Hargitay.
No comando da equipe está o capitão "Donald Cragen" (Dann Florek). O capitão atua de forma dura com sua equipe, mas os apoia nos casos complexos e guia o time nos desafios que eles enfrentam todos os dias. Algumas vezes o capitão vai a campo para ajudar os detetives. A equipe também conta com o detetive "John Munch" (Richard Belzer), que foi transferido da unidade de homicídios de Baltimore, e que chega com suas teorias conspiratórias e suas habilidades nas ruas. Ao lado de Munch trabalha o detetive "Odafin "Fin" Tutuola" (Ice-T), cujo senso de humor único e a experiência em investigações fazem dele um parceiro perfeito para Munch. No final da 8ª temporada e na 9ª temporada, Fin passa a trabalhar com o detetive "Chester Lake" (Adam Beach).
A assistente da promotoria "Alexandra Cabot" (Stephanie March) representa o lado legal da série, através de seus esforços para finalizar as intensas investigações. A personagem deixou a série no início da 5ª temporada e foi substituída pela promotora "Casey Novak" (Diane Neal). Também ajudando os detetives está o psiquiatra forense do FBI "George Huang" (B.D. Wong), cujo conhecimento da mente dos acusados freqüentemente resulta em importantes pistas que levam à resolução dos casos.
A partir da 15ª temporada, a série tem dividido o enredo entre os problemas pessoais dos personagens e os casos que chegam ao departamento. Passaram a atuar menos nas ruas, dando maior ênfase à parte que trata do tribunal.

## Episódios
| Temporada | Temporada | Episódios | Episódios | Originalmente exibido  | Originalmente exibido | Audiência | Audiência |
| Temporada | Temporada | Episódios | Episódios | Estreia da temporada   | Final da temporada    | Rank      | Rating    |
| --------- | --------- | --------- | --------- | ---------------------- | --------------------- | --------- | --------- |
|           | 1         | 22        | 22        | 20 de setembro de 1999 | 19 de maio de 2000    | 30        | 8.8       |
|           | 2         | 21        | 21        | 20 de outubro de 2000  | 11 de maio de 2001    | 25        | 9.6       |
|           | 3         | 23        | 23        | 28 de setembro de 2001 | 17 de maio de 2002    | 12        | 10.4      |
|           | 4         | 25        | 25        | 27 de setembro de 2002 | 16 de maio de 2003    | 14        | 10.1      |
|           | 5         | 25        | 25        | 23 de setembro de 2003 | 18 de maio de 2004    | 18        | 8.7       |
|           | 6         | 23        | 23        | 21 de setembro de 2004 | 24 de maio de 2005    | 16        | 9.2       |
|           | 7         | 22        | 22        | 20 de setembro de 2005 | 16 de maio de 2006    | 18        | 9.2       |
|           | 8         | 22        | 22        | 19 de setembro de 2006 | 22 de maio de 2007    | 24        | 7.9       |
|           | 9         | 19        | 19        | 25 de setembro de 2007 | 13 de maio de 2008    | 22        | 7.6       |
|           | 10        | 22        | 22        | 23 de setembro de 2008 | 2 de junho de 2009    | 26        | 6.7       |
|           | 11        | 24        | 24        | 23 de setembro de 2009 | 19 de maio de 2010    | 48        | 8.2       |
|           | 12        | 24        | 24        | 22 de setembro de 2010 | 18 de maio de 2011    | 44        | 8.8       |
|           | 13        | 23        | 23        | 21 de setembro de 2011 | 23 de maio de 2012    | 62        | 7.6       |
|           | 14        | 24        | 24        | 26 de setembro de 2012 | 22 de maio de 2013    | 53        | 7.3       |
|           | 15        | 24        | 24        | 25 de setembro de 2013 | 21 de maio de 2014    | 49        | 9.1       |
|           | 16        | 23        | 23        | 24 de setembro de 2014 | 20 de maio de 2015    | 41        | 10.0      |
|           | 17        | 23        | 23        | 23 de setembro de 2015 | 25 de maio de 2016    | 52        | 8.3       |
|           | 18        | 21        | 21        | 21 de setembro de 2016 | 24 de maio de 2017    | 48        | 7.4       |
|           | 19        | 24        | 24        | 27 de setembro de 2017 | 23 de maio de 2018    | 39        | 8.6       |
|           | 20        | 24        | 24        | 27 de setembro de 2018 | 16 de maio de 2019    | 51        | 7.4       |
|           | 21        | 20        | 20        | 26 de setembro de 2019 | 23 de abril de 2020   | 55        | 6.5       |
|           | 22        | 16        | 16        | 12 de novembro de 2020 | 3 de junho de 2021    | 36        | 5.9       |
|           | 23        | 22        | 22        | 23 de setembro de 2021 | 19 de maio de 2022    | 29        | 6.8       |
|           | 24        | 22        | 22        | 22 de setembro de 2022 | 18 de maio de 2023    | 16        | 6.8       |
|           | 25        | ASA       | ASA       | 18 de janeiro de 2024  | ASA                   | ASA       | ASA       |

## Elenco
| Legenda         | Legenda                       |
| --------------- | ----------------------------- |
| P               | Creditado no Elenco Principal |
| R               | Creditado como recorrente     |
| C               | Creditado como convidado      |
| Does not appear | Personagem ausente            |

| Intérprete         | Personagem           | Temporada       | Temporada       | Temporada       | Temporada       | Temporada       | Temporada       | Temporada       | Temporada       | Temporada       | Temporada       | Temporada       | Temporada       | Temporada       | Temporada       | Temporada       | Temporada       | Temporada       | Temporada       | Temporada       | Temporada       | Temporada       | Temporada       | Temporada       | Temporada       |
| Intérprete         | Personagem           | 1               | 2               | 3               | 4               | 5               | 6               | 7               | 8               | 9               | 10              | 11              | 12              | 13              | 14              | 15              | 16              | 17              | 18              | 19              | 20              | 21              | 22              | 23              | 24              |
| ------------------ | -------------------- | --------------- | --------------- | --------------- | --------------- | --------------- | --------------- | --------------- | --------------- | --------------- | --------------- | --------------- | --------------- | --------------- | --------------- | --------------- | --------------- | --------------- | --------------- | --------------- | --------------- | --------------- | --------------- | --------------- | --------------- |
| Christopher Meloni | Elliot Stabler       | P               | P               | P               | P               | P               | P               | P               | P               | P               | P               | P               | P               | Does not appear | Does not appear | Does not appear | Does not appear | Does not appear | Does not appear | Does not appear | Does not appear | Does not appear | R               | R               | R               |
| Mariska Hargitay   | Olivia Benson        | P               | P               | P               | P               | P               | P               | P               | P               | P               | P               | P               | P               | P               | P               | P               | P               | P               | P               | P               | P               | P               | P               | P               | P               |
| Richard Belzer     | John Munch           | P               | P               | P               | P               | P               | P               | P               | P               | P               | P               | P               | P               | P               | P               | P               | Does not appear | C               | Does not appear | Does not appear | Does not appear | Does not appear | Does not appear | Does not appear | Does not appear |
| Dann Florek        | Donald Cragen        | P               | P               | P               | P               | P               | P               | P               | P               | P               | P               | P               | P               | P               | P               | P               | C               | Does not appear | Does not appear | Does not appear | Does not appear | Does not appear | Does not appear | C               | Does not appear |
| Michelle Hurd      | Monique Jeffries     | P               | P               | Does not appear | Does not appear | Does not appear | Does not appear | Does not appear | Does not appear | Does not appear | Does not appear | Does not appear | Does not appear | Does not appear | Does not appear | Does not appear | Does not appear | Does not appear | Does not appear | Does not appear | Does not appear | Does not appear | Does not appear | Does not appear | Does not appear |
| Ice-T              | Odafin 'Fin' Tutuola | Does not appear | P               | P               | P               | P               | P               | P               | P               | P               | P               | P               | P               | P               | P               | P               | P               | P               | P               | P               | P               | P               | P               | P               | P               |
| Stephanie March    | Alexandra Cabot      | Does not appear | P               | P               | P               | P               | C               | Does not appear | Does not appear | Does not appear | R               | P               | Does not appear | R               | Does not appear | Does not appear | Does not appear | Does not appear | Does not appear | C               | Does not appear | Does not appear | Does not appear | Does not appear | Does not appear |
| BD Wong            | George Huang         | Does not appear | R               | R               | P               | P               | P               | P               | P               | P               | P               | P               | P               | C               | C               | C               | Does not appear | C               | Does not appear | Does not appear | Does not appear | Does not appear | Does not appear | Does not appear | Does not appear |
| Diane Neal         | Casey Novak          | Does not appear | Does not appear | Does not appear | Does not appear | P               | P               | P               | P               | P               | Does not appear | Does not appear | C               | R               | Does not appear | Does not appear | Does not appear | Does not appear | Does not appear | Does not appear | Does not appear | Does not appear | Does not appear | Does not appear | Does not appear |
| Tamara Tunie       | Melinda Warner       | Does not appear | R               | R               | R               | R               | R               | P               | P               | P               | P               | P               | P               | R               | R               | R               | R               | R               | Does not appear | R               | Does not appear | C               | C               | C               | Does not appear |
| Adam Beach         | Chester Lake         | Does not appear | Does not appear | Does not appear | Does not appear | Does not appear | Does not appear | Does not appear | R               | P               | Does not appear | Does not appear | Does not appear | Does not appear | Does not appear | Does not appear | Does not appear | Does not appear | Does not appear | Does not appear | Does not appear | Does not appear | Does not appear | Does not appear | Does not appear |
| Michaela McManus   | Kim Greylek          | Does not appear | Does not appear | Does not appear | Does not appear | Does not appear | Does not appear | Does not appear | Does not appear | Does not appear | P               | Does not appear | Does not appear | Does not appear | Does not appear | Does not appear | Does not appear | Does not appear | Does not appear | Does not appear | Does not appear | Does not appear | Does not appear | Does not appear | Does not appear |
| Kelli Giddish      | Amanda Rollins       | Does not appear | Does not appear | Does not appear | Does not appear | Does not appear | Does not appear | Does not appear | Does not appear | Does not appear | Does not appear | Does not appear | Does not appear | P               | P               | P               | P               | P               | P               | P               | P               | P               | P               | P               | P               |
| Danny Pino         | Nick Amaro           | Does not appear | Does not appear | Does not appear | Does not appear | Does not appear | Does not appear | Does not appear | Does not appear | Does not appear | Does not appear | Does not appear | Does not appear | P               | P               | P               | P               | Does not appear | Does not appear | Does not appear | Does not appear | Does not appear | Does not appear | C               | Does not appear |
| Raúl Esparza       | Rafael Barba         | Does not appear | Does not appear | Does not appear | Does not appear | Does not appear | Does not appear | Does not appear | Does not appear | Does not appear | Does not appear | Does not appear | Does not appear | Does not appear | R               | P               | P               | P               | P               | P               | Does not appear | C               | C               | C               | Does not appear |
| Peter Scanavino    | Dominick Carisi, Jr. | Does not appear | Does not appear | Does not appear | Does not appear | Does not appear | Does not appear | Does not appear | Does not appear | Does not appear | Does not appear | Does not appear | Does not appear | Does not appear | Does not appear | Does not appear | P               | P               | P               | P               | P               | P               | P               | P               | P               |
| Philip Winchester  | Peter Stone          | Does not appear | Does not appear | Does not appear | Does not appear | Does not appear | Does not appear | Does not appear | Does not appear | Does not appear | Does not appear | Does not appear | Does not appear | Does not appear | Does not appear | Does not appear | Does not appear | Does not appear | Does not appear | P               | P               | Does not appear | Does not appear | Does not appear | Does not appear |
| Jamie Gray Hyder   | Katriona Taming      | Does not appear | Does not appear | Does not appear | Does not appear | Does not appear | Does not appear | Does not appear | Does not appear | Does not appear | Does not appear | Does not appear | Does not appear | Does not appear | Does not appear | Does not appear | Does not appear | Does not appear | Does not appear | Does not appear | Does not appear | P               | P               | P               | Does not appear |
| Demore Barnes      | Christian Garland    | Does not appear | Does not appear | Does not appear | Does not appear | Does not appear | Does not appear | Does not appear | Does not appear | Does not appear | Does not appear | Does not appear | Does not appear | Does not appear | Does not appear | Does not appear | Does not appear | Does not appear | Does not appear | Does not appear | Does not appear | R               | P               | P               | Does not appear |
| Octavio Pisano     | Joe Valasco          | Does not appear | Does not appear | Does not appear | Does not appear | Does not appear | Does not appear | Does not appear | Does not appear | Does not appear | Does not appear | Does not appear | Does not appear | Does not appear | Does not appear | Does not appear | Does not appear | Does not appear | Does not appear | Does not appear | Does not appear | Does not appear | Does not appear | P               | P               |
| Molly Burnett      | Detetive Grace Muncy | Does not appear | Does not appear | Does not appear | Does not appear | Does not appear | Does not appear | Does not appear | Does not appear | Does not appear | Does not appear | Does not appear | Does not appear | Does not appear | Does not appear | Does not appear | Does not appear | Does not appear | Does not appear | Does not appear | Does not appear | Does not appear | Does not appear | Does not appear | P               |

## Visão Geral
| Ator               | Personagem                  | Temporada | Temporada          | Temporada |
| Ator               | Personagem                  | Regular   | Recorrente         | Convidado |
| ------------------ | --------------------------- | --------- | ------------------ | --------- |
| Christopher Meloni | Elliot Stabler              | 1–12      | 22-                |           |
| Mariska Hargitay   | Olivia Benson               | 1–        |                    |           |
| Richard Belzer     | John Munch                  | 1–15      |                    | 15; 17    |
| Dann Florek        | Donald Cragen               | 1–15      |                    | 16; 23    |
| Michelle Hurd      | Monique Jeffries            | 1–2       | 1                  |           |
| Stephanie March    | Alexandra Cabot             | 2–5; 11   | 2; 10; 13          | 6; 19     |
| Ice-T              | Odafin "Fin" Tutuola        | 2–        |                    |           |
| BD Wong            | George Huang                | 4–12      | 2–3                | 13–15; 17 |
| Diane Neal         | Casey Novak                 | 5–9       | 13                 | 12        |
| Tamara Tunie       | Melinda Warner              | 7–12      | 2–6; 13–17; 19; 21 | 22-23     |
| Adam Beach         | Chester Lake                | 9         | 8                  |           |
| Michaela McManus   | Kim Greylek                 | 10        |                    |           |
| Danny Pino         | Nick Amaro                  | 13–16     |                    | 23        |
| Kelli Giddish      | Amanda Rollins              | 13–       |                    |           |
| Raúl Esparza       | Rafael Barba                | 15–19     | 14                 | 21-23     |
| Peter Scanavino    | Dominick "Sonny" Carisi Jr. | 16–       | 16                 |           |
| Philip Winchester  | Peter Stone                 | 19–20     |                    | 19        |
| Jamie Gray Hyder   | Katriona "Kat" Tamin        | 21–23     | 21                 |           |
| Demore Barnes      | Christian Garland           | 22-23     | 21                 | 23        |
| Octavio Pisano     | Joe Velasco                 | 23        | 23                 |           |
| Molly Burnett      | Grace Muncy                 | 24        |                    |           |

### Dubladores
Elenco Principal 
- Capitão Olivia Benson: Andrea Murucci
- Tenente Odafin 'Fin' Tutuola: Maurício Berger (3-)
- Detetive Amanda Rollins: Isis Koschdoski (1ª voz)/ Flávia Saddy (2ª voz)
- Detetetive Dominick Carisi: Jorge Vasconcellos (1ª voz)/ José Augusto Sendim (2ª voz)/ Ronaldo Júlio (3ª voz)
- Defensor Público Rafael Barba: Marcelo Garcia (15-)
- Sargento John Munch: Júlio Chaves
- Detetive Nick Amaro: Thiago Fagundes (12-16)
- Capitão Donald Cragen: Francisco José (1ª voz)/ Carlos Seidl (2ª voz)
- Dr. George Huang: Duda Espinoza (4-12)
- Detetive Elliot Stabler: Marco Antônio Costa (1-12)
- Examinadora Médica Melinda Warner: Roberta Nogueira (1ª voz)/ Ana Suely Malta (2ª voz)
- Detetive Monique Jeffries: Miriam Ficher (2)
- Defensora Alexandra Cabot: Carla Pompilio (3-5)
- Promotora Casey Novak: Mabel Cezar (6-9)
- Detetive Chester Lake: Marcelo Garcia (9)
- Defensora Kim Greylek: Christiane Louise (10)

Elenco Secundário
- Detetive Brian Cassidy: Marcus Jardym (1ª voz)/ Francisco Júnior (2ª voz)/ Oscar Henriques (3ª voz)
- Técnico Ruben Morales: Sérgio Muniz (1ª voz)/ Francisco Júnior (2ª voz)/
- Juíza Elizabeth Donnelly: Sarito Rodrigues (1ª voz)/ Maria Helena Pader (2ª voz)/ Mariangela Cantú (3ª voz)
- Kathleen Stabler 1: Lina Mendes
- Kathleen Stabler 2: Larissa Bougleux
- Elizabeth Stabler: Bárbara Ficher (1ª voz)
- Kenneth O'Dwyer: Gutemberg Barros (1ª voz)/ Reginaldo Primo (2ª voz)
- Noah Porter Benson: Luiz Felipe Mello

Estúdio: Herbert Richers/ Audio Corp
Direção: Carlos Seidl/ Ilka Pinheiro/ Ângela Bonatti